# (7096) Napier
(7096) Napier (1992 VM) – planetoida z grupy przecinających orbitę Marsa okrążająca Słońce w ciągu 4,62 lat w średniej odległości 2,77 j.a. Odkryta 3 listopada 1992 roku.